# DJ Raffa
Cláudio Raffaello Serzedello Corrêa Santoro (Rio de Janeiro 4 de setembro de 1968), mais conhecido como DJ Raffa, é um produtor musical, DJ, escritor e ex-b-boy brasileiro. Lançou o livro A Trajetória de um Guerreiro em 2008.

## Biografia
Filho do maestro Claudio Santoro e da bailarina Gisele Santoro, Cláudio iniciou sua carreira no hip hop em 1982, quando dançava breakdance no Distrito Federal. Em 1984, começou a fazer montagens de scratches até que em 1986 formou a equipe de som "Enigma" trabalhando como DJ. Três anos depois se formou na universidade de Ohio nos Estados Unidos, e entrou em grande depressão pela morte de seu pai, o famoso maestro Claudio Santoro. Ingressou no grupo de garagem Magrellos(composto por ele, Marcos, Rossy Black e Tubarão) em 1989, o qual lançou três trabalhos. Pela Kaskatas Records, lançou em 1990 e 1991 os LPs Kool Music Express e FDS in Effect, respectivamente.
Em 1992, formou junto com seu amigo Marcão o grupo de rap Baseado nas Ruas, que se localizava no Guará II - DF cidade satélite de Brasília. Em dois anos, a TNT Records lançou dois discos do grupo, o que fez com que DJ Raffa se tornasse conhecido no Brasil. Em 2000, venceu a categoria "Melhor Produtor Musical" do Prêmio Hutúz. Em 2002 e 2003, concorreu na mesma categoria, mas acabou sendo derrotado por KL Jay, dos Racionais MC's e Fábio Macari, respectivamente. No ano seguinte, foi novamente indicado, e desta vez saiu com o prêmio.
Mais dois CDs da autoria do grupo foram colocados a venda no mercado. Em 1996, Raffa lançou seu terceiro trabalho solo, o primeiro em CD: Funk Melody Dance Remixes, pela Spotlight Records. Ainda vieram mais quatro trabalhos solo, com destaque para DJ Raffa 20 de Hip Hop, de 2003, com músicas de diversos artistas. Lançou em 2008 o livro A Trajetória de um Guerreiro, onde conta sobre sua vida, o início do hip hop no Distrito Federal e no Brasil e curiosidades do mesmo. O livro contém 504 páginas, e alcançou relativo sucesso, tendo sido indicado ao Hutúz na categoria Hip Hop Ciência e Conhecimento. DJ Raffa foi escolhido como um dos três melhores produtores musicais de rap da década pelo mesmo festival.

## Discografia

### Álbuns solo
- Kool Music Express (1990)
- FDS in Effect (1991)
- Funk Melody Dance Remixes (1996)
- DJ Scratch (1997)
- Beats e Instrumentais (2000)
- DJ Raffa Instrumental (2001)
- DJ Raffa 20 anos de Hip Hop (2003)
- DJ Raffa Conhecimento Súbito (2006)

### Com Os Magrellos
- A ousadia do Rap de Brasília (1989)
- Remix e Instrumental (1990)
- Magrellos (1991)

### Com Baseado nas Ruas
- Baseado nas Ruas (1992)
- Bagulho na Sequência (1993)
- Reflexão (1997)
- A Sabotagem continua (1998)
- Sabotagem (1999)